# Miss Mondo 1991
Miss Mondo 1991, la quarantunesima edizione di Miss Mondo, si è tenuta il 28 dicembre 1992, presso il Georgia World Congress Center di Atlanta, negli Stati Uniti d'America. Il concorso è stato presentato da Peter Marshall e Gina Tolleson. Ninibeth Leal, rappresentante del Venezuela è stata incoronata Miss Mondo 1991.

## Risultati

### Piazzamenti
| Risultato       | Concorrente |
| --------------- | --- |
| Miss Mondo 1991 | - Venezuela - Ninibeth Leal |
| 2ª classificata | - Australia - Leanne Buckle |
| 3ª classificata | - Sudafrica - Diana Tilden-Davis |
| Top 5           | - Giamaica - Sandra Foster - Namibia - Michelle McLean                                                                                    |
| Top 10          | - Francia - Mareva Georges - India - Ritu Singh - Nuova Zelanda - Lisa de Montalk - Stati Uniti - Charlotte Ray - Turchia - Dilek Koruyan |

### Regine continentali
| Risultato      | Concorrente                      |
| -------------- | -------------------------------- |
| Asia e Oceania | - Australia - Leanne Buckle      |
| Europa         | - Turchia - Dilek Koruyan        |
| Americhe       | - Venezuela - Ninibeth Leal      |
| Caraibi        | - Giamaica - Sandra Foster       |
| Africa         | - Sudafrica - Diana Tilden-Davis |

## Concorrenti
| Nazione                   | Concorrente                         | Provenienza              |
| Antigua e Barbuda         | Joanne Bird                         | St. John's               |
| Argentina                 | Marcela Noemi Chazarreta            | Buenos Aires             |
| Aruba                     | Sandra Croes                        | Santa Cruz               |
| Australia                 | Leanne Buckle                       | Brisbane                 |
| Austria                   | Andrea Isabelle Pfeiffer            | Graz                     |
| Bahamas                   | Tarnia Paula Newton Stuart          | New Providence           |
| Belgio                    | Anke van Dermeersch                 | Anversa                  |
| Belize                    | Josephine (Josie) Gault             | Belize City              |
| Bolivia                   | Monica Gamarra Giese                | Cochabamba               |
| Brasile                   | Catia Silene Kupssinski             | San Paolo                |
| Bulgaria                  | Liubomira Slavcheva                 | Sofia                    |
| Cecoslovacchia            | Andrea Tatarkova                    | Košice                   |
| Cile                      | Carolina Beatriz Michelson Martinez | Santiago del Cile        |
| Cipro                     | Anna Margaret Stephanou             | Nicosia                  |
| Colombia                  | Adriana Rodriguez Anzola            | Bogotà                   |
| Corea del Sud             | Kim Tae-hwa                         | Pusan                    |
| Costa Rica                | Eugenie Jimenez Pacheco             | San Francisco de Heredia |
| Curaçao                   | Nashaira Desbarida                  | Willemstad               |
| Danimarca                 | Sharon Givskav                      | Copenaghen               |
| Ecuador                   | Sueanny Denise Bejarano Lopez       | Guayaquil                |
| El Salvador               | Lucia Beatriz Lopez Rodriguez       | San Salvador             |
| Filippine                 | Gemith Gonzalo Gemparo              | Manila                   |
| Finlandia                 | Nina Autio                          | Tampere                  |
| Francia                   | Mareva Georges                      | Tahiti                   |
| Germania                  | Susanne Petry                       | Saarbrücken              |
| Ghana                     | Jamilla Haruna Danzuru              | Accra                    |
| Giamaica                  | Sandra Foster                       | Kingston                 |
| Giappone                  | Junko Tsuda                         | Tokyo                    |
| Gibilterra                | Ornella Costa                       | Gibilterra               |
| Grecia                    | Miriam Panagos                      | Atene                    |
| Groenlandia               | Bibiane Holm                        | Godthab                  |
| Guam                      | Yvonne Marie Limtiaco Speight       | Asan                     |
| Guatemala                 | Marlyn Lorena Magaña Ramirez        | Città del Guatemala      |
| Honduras                  | Arlene Rocio Rauscher Duarte        | Tegucigalpa              |
| India                     | Ritu Singh                          | New Delhi                |
| Irlanda                   | Amanda Brunker                      | Dublino                  |
| Islanda                   | Svava Haraldsdóttir                 | Reykjavík                |
| Isole Cayman              | Yvette Peggy Jordison               | Grand Cayman             |
| Isole Vergini Americane   | Cheryl Leiba Milligan               | Saint Croix              |
| Isole Vergini Britanniche | Marjorie Penn                       | Tortola                  |
| Israele                   | Li'at Ditkovsky                     | Herzliya                 |
| Italia                    | Sabina Pellati                      | Reggio Emilia            |
| Jugoslavia                | Slavica Tripunović                  | Vukovar                  |
| Kenya                     | N'kirote Karimi M'mbijjiwe          | Nairobi                  |
| Lettonia                  | Inese Šlesere                       | Riga                     |
| Libano                    | Diana Begdache                      | Beirut                   |
| Macao                     | Cristina Guilherme Lam              | Macao                    |
| Malaysia                  | Samantha Schubert                   | Kuala Lumpur             |
| Malta                     | Romina Genuis                       | Gezira                   |
| Mauritius                 | Marie Geraldine Deville             | Central Flacq            |
| Messico                   | Maria Cristina Urrutia de la Vega   | Città del Messico        |
| Namibia                   | Michelle McLean                     | Windhoek                 |
| Nigeria                   | Adenike Oshinowo                    | Lagos                    |
| Norvegia                  | Anne-Britt Røvik                    | Kolbotn                  |
| Nuova Zelanda             | Lisa Maree de Montalk               | Taupo                    |
| Paesi Bassi               | Linda Egging                        | Spanbroek                |
| Panama                    | Malena Estela Betancourt Guillen    | Panama                   |
| Paraguay                  | Vivian Rosanna Benitez Brizuela     | Asunción                 |
| Polonia                   | Karina Wojciechowska                | Katowice                 |
| Porto Rico                | Johanna Berenice Irizarry           | Lajas                    |
| Portogallo                | Maria do Carmo Ramalho              | Lisbona                  |
| Regno Unito               | Joanne Elizabeth Lewis              | Nottingham               |
| Rep. Dominicana           | Rosanna Rodriguez de la Vega        | Concepción de La Vega    |
| Romania                   | Gabriela Dragomirescu               | Bucarest                 |
| Singapore                 | Jasheen Jayakody                    | Singapore                |
| Spagna                    | Candelaria (Catia) Moreno Navarro   | Tenerife                 |
| Sri Lanka                 | Jackie Emelda Bennett               | Manzini                  |
| Stati Uniti               | Charlotte Ray                       | Camden                   |
| Sudafrica                 | Diana Tilden-Davis                  | Johannesburg             |
| Svezia                    | Cathrin Olsson                      | Kungsbacka               |
| Svizzera                  | Sandra Aegerter                     | Aigle                    |
| Taiwan                    | Rebecca Lin Lan-Chih                | Taipei                   |
| Thailandia                | Rewaedee Malaisee                   | Bangkok                  |
| Trinidad e Tobago         | Sastee Bachan                       | Port of Spain            |
| Turchia                   | Dilek Aslihan Koruyan               | Istanbul                 |
| Ungheria                  | Orsolya Anna Michina                | Budapest                 |
| Uruguay                   | Andrea Regina Gorrochategui Granja  | Montevideo               |
| Venezuela                 | Ninibeth Beatriz Leal Jimenez       | Maracaibo                |